# Entetraommatus imbecillus
Entetraommatus imbecillus är en skalbaggsart som beskrevs av Holzschuh 1998. Entetraommatus imbecillus ingår i släktet Entetraommatus och familjen långhorningar. Inga underarter finns listade i Catalogue of Life.